# Yuki Fukaya
Yuki Fukaya (Aichi, 1 augustus 1982) is een Japans voetballer.

## Clubcarrière
Fukaya speelde tussen 2005 en 2009 voor Oita Trinita. Hij tekende in 2010 bij Omiya Ardija.